# Anton Reichenow
Pour les articles homonymes, voir Reichenow.
Anton Reichenow est un zoologiste allemand, né le 1er août 1847 à Charlottenbourg et mort le 6 juillet 1941.

## Biographie
Il devient assistant au musée zoologique de Berlin (l'actuel musée d'histoire naturelle de Berlin) en 1874, en 1888 responsable du département d'ornithologie, où il succède à Jean Cabanis (1816-1906), son beau-père, puis, en 1906, vice-directeur.
En 1893, il devient secrétaire général de la Société ornithologique allemande, la Deutsche Ornithologen-Gesellschaft où il succède encore à Jean Cabanis.
De 1872 à 1873, il fait une expédition scientifique en Côte d'Ivoire, au Gabon et au Cameroun où se trouve la colonie allemande. Il s'occupe des spécimens rapportés d'Afrique par son ami, Gustav Adolf Fischer (1848-1886), qui meurt peu de temps après son retour en Europe.
Il est le rédacteur en chef du Journal für Ornithologie de 1893 à 1921. Durant la même période, il fait paraître Ornithologische Monatsberichte.
Il se retire en 1921 et s'installe à Hambourg où il s'occupe activement du Muséum de la ville.
Spécialiste de l'avifaune africaine, il fait paraître Die Vögel Afrikas (trois volumes), de 1900 à 1905, qui devient l'ouvrage de base pour toute étude de la faune aviaire de ce continent. Il y décrit 500 genres et de 2 500 espèces.
Plus de 1 000 espèces ont été décrites par Reichenow et les collections du muséum de Berlin s'enrichissent considérable grâce à son action, passant de 27 000 peaux à 100 000.
À côté de son œuvre ornithologique, il travaille également sur les reptiles et les amphibiens. Son fils, Eduard Reichenow (de) (1883-1960), est un protozoologiste fameux.

## Liste partielle des publications
- Die Negervölker in Kamerun (Berlin, 1873).
- Die deutsche Kolonie Kamerun (Berlin, 1884).
- Die Vogelwelt von Kamerun (1890-1892).
- Die Vogelfauna der Umgegend von Bismarckburg (1893).
- Die Vögel Deutsch-Ostafrikas (Berlin, 1894).
- Vögel des Weltmeeres (1908).
- Die Vögelfauna des mittelafrikanischen Seengebiets (Leipzig, 1911).
- Die ornithologischen Sammlungen der zoologischbotanischen Kamerunexpedition (Berlin, 1911).
- Die Vögel. Handbuch der systematischen Ornithologie (Stuttgart, 1913)

## Note
1. ↑  Maurice Boubier, L’Évolution de l’ornithologie, Paris, Alcan, coll. « Nouvelle collection scientifique », 1925, ii + 308